# Ярославицький ліцей
Ярославицький ліцей Ярославицької сільської ради Млинівського району Рівненської області — ліцей у селі Ярославичі Млинівського району Рівненської області, Україна.

## Історія
1 травня 1876 року в с. Ярославичі було відкрито однокласну початкову школу, до якої записалося 63 учні;. Держава додавала на утримання школи 256 крб, сільська громада ще 481 крб на рік.
Під час Першої Світової війни у 1914—1916 рр. згорів будинок, де розміщувалася школа, народне училище. Нова школа відкрилася в селі вже за II Речі Посполитої у 1925 році.
В 1939 в Ярославичах почала працювати семирічна школа, в якій навчалося майже 200 учнів.
В 1944 відкрили початкову школу, в якій навчалося 140 учнів.
В 1960—1980 роках при голові колгоспу Кольченко Василю Юхимовичу була збудована велика, на два поверхи, загальноосвітня школа I—III ступенів. У школі є фізичний, хімічний, біологічний кабінети, лекційний і спортивний зали, їдальня.
1967 біля школи відбувся мітинг, на якому школі присвоєно ім'я членів КПЗУ братів Поліщуків, які навчалися тут  і встановлено пам'ятну дошку. Також школі вручили червоний прапор.
27 листопада 2019 року на базі ліцею відбувся другий етап обласної спартакіади школярів Рівненщини з шахів та шашок.

## Структура
До ліцею належить Великогородницька філія — початкова школа в с. Велика Городниця (вул. Центральна, буд.23).

## Досягнення
В рейтингу загальноосвітніх закладів Рівненської області 2017 року посів 125 місце  [Архівовано 29 січня 2020 у Wayback Machine.]
В рейтингу загальноосвітніх закладів Рівненської області 2018 року посів 191 місце  [Архівовано 22 лютого 2020 у Wayback Machine.]
В рейтингу загальноосвітніх закладів Рівненської області 2019 року посів 209 місце.

## Педагогічний колектив
Директор — Посільський Віктор Дмитрович (від 18 квітня 2016 дотепер)
Є членом виконавчого комітету Ярославицької громади. [Архівовано 13 травня 2020 у Wayback Machine.]

## Відомі випускники
- Олександр (Скальський) — священик Російської православної церкви, Священномученик протоієрей Російської православної церкви[джерело не вказане 1764 дні].
- краєзнавець Ростислав Юхимович Островецький — автор книг «Ярославичі. Краєзнавчий нарис» (2003), «Рідний край» (2005), «Волинь. Земля нескорена» (2006). «Борці за примарну волю» (2006). «Княже село на Тишиці» (2009)[джерело не вказане 1764 дні].